# Ptychohyla salvadorensis
Ptychohyla salvadorensis là một loài ếch trong họ Nhái bén.
Nó được tìm thấy ở El Salvador, Guatemala, và Honduras.
Môi trường sống tự nhiên của nó là các khu rừng vùng núi ẩm nhiệt đới hoặc cận nhiệt đới, sông, vùng đồng cỏ, và các khu rừng trước đây bị suy thoái nặng nề. Loài này đang bị đe dọa do mất môi trường sống.

## Hình ảnh

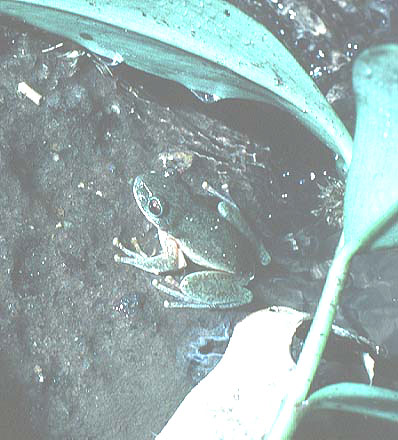